# Austrofusus glans
Austrofusus glans is een soort in de klasse van de Gastropoda (Slakken).
Het dier komt uit het geslacht Austrofusus en behoort tot de familie Buccinidae. Austrofusus glans werd in 1798 beschreven door Peter Friedrich Röding.